# Basilica di San Siro
La basilica di San Siro, una delle più antiche chiese di Genova, in Liguria, è un luogo di culto cattolico situato nell'omonima via, nel quartiere della Maddalena. Eretta secondo la tradizione nel IV secolo, fu inizialmente intitolata ai dodici apostoli; vi fu seppellito il santo vescovo Siro e divenne la prima cattedrale di Genova, per poi esserne concattedrale. La sua comunità parrocchiale fa parte del vicariato "Centro Ovest" dell'arcidiocesi di Genova. Il ricchissimo interno è fra i più rappresentativi del barocco genovese.
La Basilica è affidata agli Oratoriani della Congregazione di Genova .

## Storia

### Le origini
Alla sua morte, che il Martirologio Romano colloca al 29 giugno del 381, fu inizialmente sepolto nella basilica dei Dodici Apostoli, che più tardi gli sarebbe stata intitolata. La sua festa è però tradizionalmente celebrata il 7 luglio, ricorrenza della traslazione delle sue reliquie nella nuova cattedrale di San Lorenzo (7 luglio 1019).
Al suo nome è legata la leggenda del Basilisco, stando alla quale il vescovo genovese avrebbe snidato il mostro (che simboleggiava l'eresia ariana) dal suo nascondiglio, situato in fondo al pozzo a lato della chiesa. A ricordare l'evento sono un bassorilievo medioevale murato tra le arcate di un portico duecentesco nello slargo dinanzi al lato meridionale della chiesa e all'interno, nel catino absidale, un affresco seicentesco di Giovanni Battista Carlone.
Nell'immagine:San Siro scaccia il basilisco, pannello centrale del polittico attribuito a Pier Francesco Sacchi, conservato nella chiesa di San Siro di Struppa.
Situata fuori della primitiva cinta muraria di epoca carolingia, in quello che oggi è il cuore del centro storico, la basilica è stata la prima cattedrale della diocesi di Genova. L'attuale chiesa fu eretta sul sito di un antichissimo luogo di culto, intitolato ai Dodici Apostoli, che secondo la tradizione sarebbe stato costruito nel IV secolo (ma più probabilmente nel VI secolo).
Inizialmente intitolata ai Santi Apostoli la chiesa venne poi dedicata a San Siro, uno dei primi vescovi di Genova, vissuto nel IV secolo, e per alcuni secoli ebbe la funzione di cattedrale della diocesi di Genova, all'epoca dipendente da Milano. Nel X secolo la sede vescovile fu trasferita alla nuova cattedrale di San Lorenzo (lo storico settecentesco Francesco Maria Accinelli riporta il 985 come data del trasferimento), dove, come già ricordato, sarebbero state in seguito traslate anche le reliquie di San Siro. Secondo altri storici il trasferimento della sede vescovile sarebbe invece avvenuto all'inizio dell'XI secolo, forse dopo un periodo in cui le due chiese avevano condiviso la cattedralità.
Sul trasferimento della cattedrale ebbe un peso decisivo il fatto che la chiesa di San Siro era esclusa dalla cerchia muraria medievale e quindi più esposta alle incursioni saracene, che in particolare nel IX e X secolo avevano colpito duramente la città.

### La prima ricostruzione
Nel febbraio del 1007 il vescovo Giovanni II la eresse in abbazia, assegnandola ai Benedettini che grazie a munifiche donazioni tra l'XI e il XII secolo fecero costruire una grande basilica romanica a tre navate, in luogo della chiesa originaria, e dettero un grande impulso all'urbanizzazione dell'area circostante, il cosiddetto "Burgus".

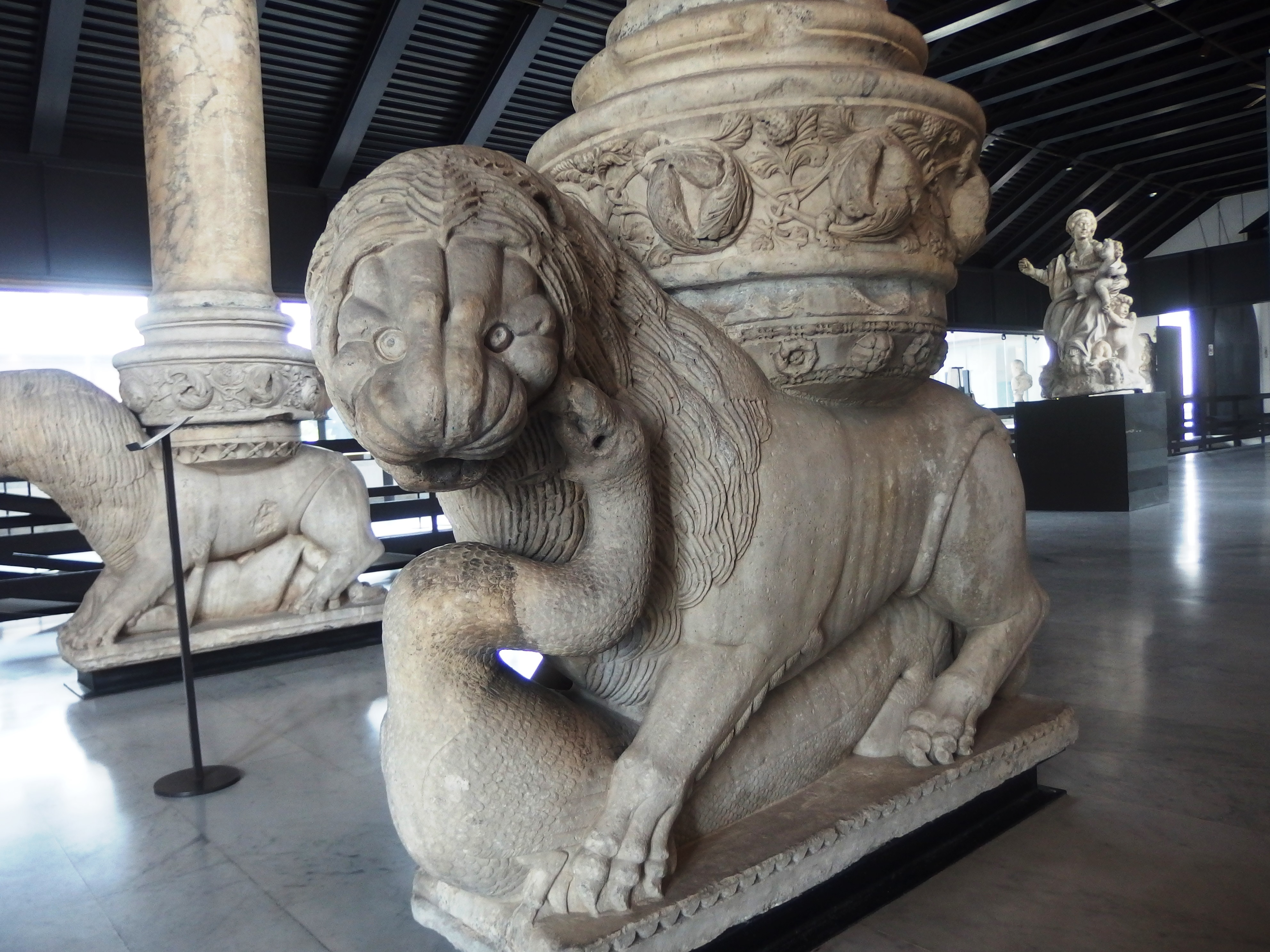
Scultore con influssi pisani, Leoni stilofori da San Siro (1185)

La basilica fu solennemente consacrata il 9 agosto 1237 dall'arcivescovo Ottone II, alla presenza di numerose alte autorità ecclesiastiche tra cui il patriarca di Gerusalemme Geroldo di Losanna; i Benedettini vi rimasero fino al 1398, quando, sotto il pontificato di Bonifacio IX, dopo un periodo di declino protrattosi per tutto il XIV secolo la chiesa venne data in commenda. L'arciprete Oberto Sacco fu il primo abate commendatario.
Due secoli dopo, il 5 agosto 1575, con il definitivo abbandono degli ultimi benedettini, un breve del papa Gregorio XIII affidò la chiesa ai Padri Teatini, presenti a Genova dal 1572 nella vicina chiesa della Maddalena; il titolo di abate venne invece trasferito al vescovo pro-tempore di Genova, ed è tuttora attribuito all'arcivescovo in carica.

### Il rifacimento cinquecentesco
Nel 1580 l'intera ala meridionale della chiesa fu distrutta da un incendio e i Padri Teatini ne decisero la totale ricostruzione. La paternità del progetto del nuovo edificio barocco, strutturato secondo le forme previste dalla Controriforma, è incerta: dagli storici è alternativamente attribuito al Vannone (al quale si deve con certezza la cappella Pinelli all'interno della chiesa), al padre teatino Andrea Riccio o a Daniele Casella, con la collaborazione dell'architetto savonese Giacomo Besio. Accanto alla chiesa furono realizzati anche il convento e il chiostro.
I lavori, iniziati nel 1584, si protrassero fino al 1619, quando fu completata la cupola, ma già nel 1610 vi si celebrò la prima messa solenne, mentre nel 1613 vennero completate le principali strutture murarie; le decorazioni interne furono realizzate nel corso di tutto il XVII secolo mentre la facciata principale, in stile neoclassico, sarebbe stata realizzata solo nell'Ottocento.
I Teatini chiesero inutilmente un finanziamento pubblico per la ricostruzione della chiesa, mentre le sovvenzioni non mancarono da parte di varie famiglie patrizie genovesi (Centurione, Grimaldi, Invrea, Imperiale, Lomellini, Pallavicini, Pinelli, Serra e Spinola).
Nel XVIII secolo l'apertura della Strada Nuovissima (attuale via Cairoli), comportò un ridimensionamento del convento e del chiostro. Nel 1798, per le leggi di soppressione degli ordini monastici emanate dalla Repubblica Ligure napoleonica, i Teatini dovettero abbandonare il convento e la chiesa, che fu affidata al clero diocesano.

### Dall'Ottocento ai giorni nostri
Nel 1821 fu finalmente realizzato il prospetto principale, in stile neoclassico, su disegno di Carlo Barabino. Prima di allora la facciata era rimasta grezza, poiché il progetto previsto all'epoca della ricostruzione, il cui disegno era stato riportato dal Rubens nel 1622, non fu mai eseguito.
Nel 1904 per scongiurarne il crollo fu decisa la demolizione dell'antico campanile romanico, che aveva evidenziato pericolose crepe.
La chiesa subì gravi danni a causa di bombardamenti durante la seconda guerra mondiale e fu restaurata negli anni immediatamente successivi. In particolare furono distrutte due cappelle della navata di sinistra e l'altare di nostra Signora della Provvidenza.
Tra il 2007 e il 2008 sono stati eseguiti restauri delle decorazioni e degli affreschi delle cappelle e del presbiterio.

## Descrizione

### Esterno
L'attuale prospetto principale della basilica, rimasto a lungo incompiuto, fu realizzato tra il 1819 e il 1821. In stile neoclassico, è opera di Carlo Barabino, architetto genovese al cui nome sono legati numerosi edifici pubblici nei primi decenni dell'Ottocento e il piano di espansione urbanistica della città. Ai lati del portale d'ingresso, statue in stucco della Fede, di Nicolò Traverso, e della Speranza, di Bartolomeo Carrea. Sotto al timpano si trovano dei bassorilievi raffiguranti vari episodi della vita di San Siro, ispirati all'agiografia tradizionale del santo.

### Interno

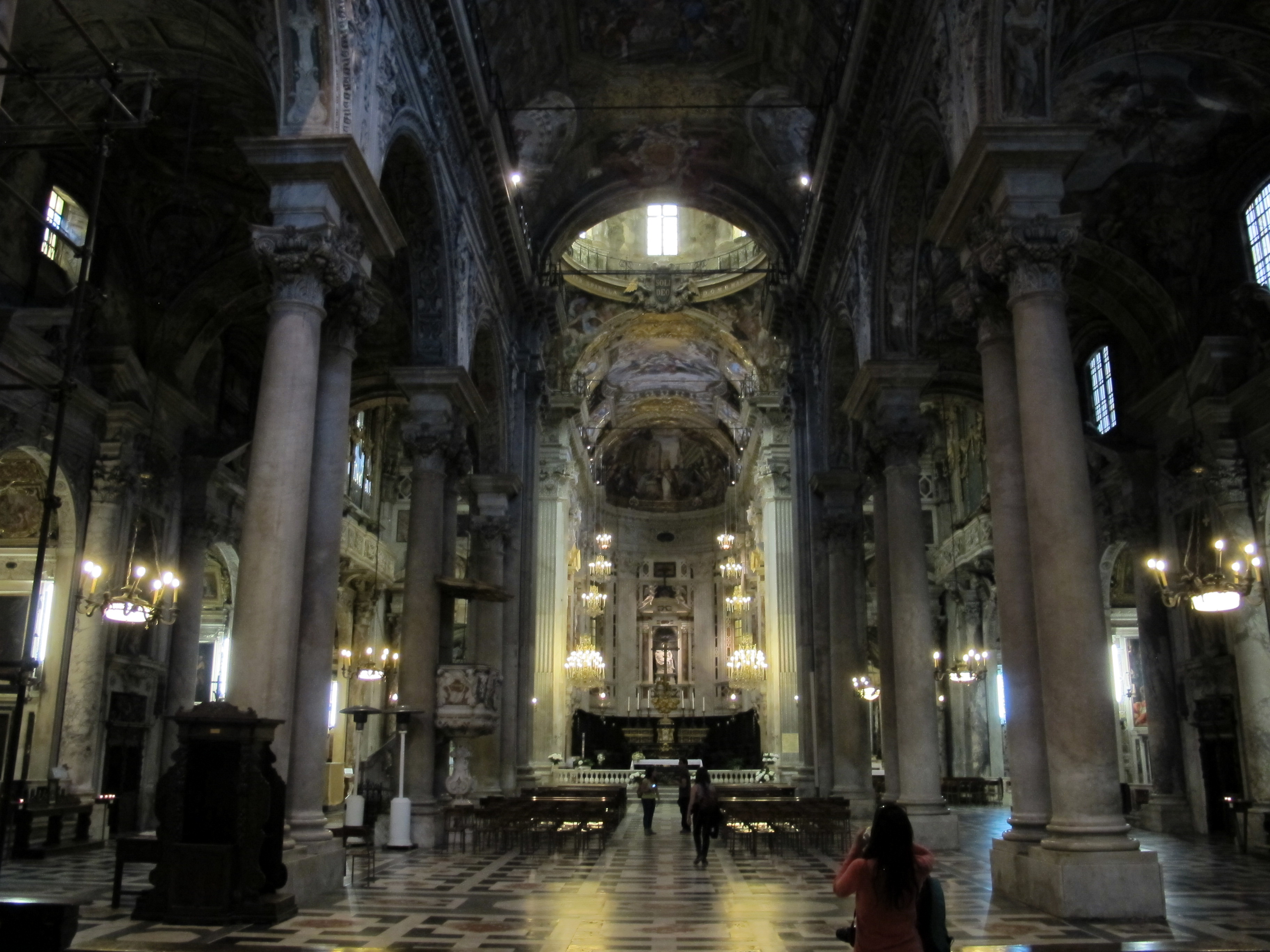
Interno.

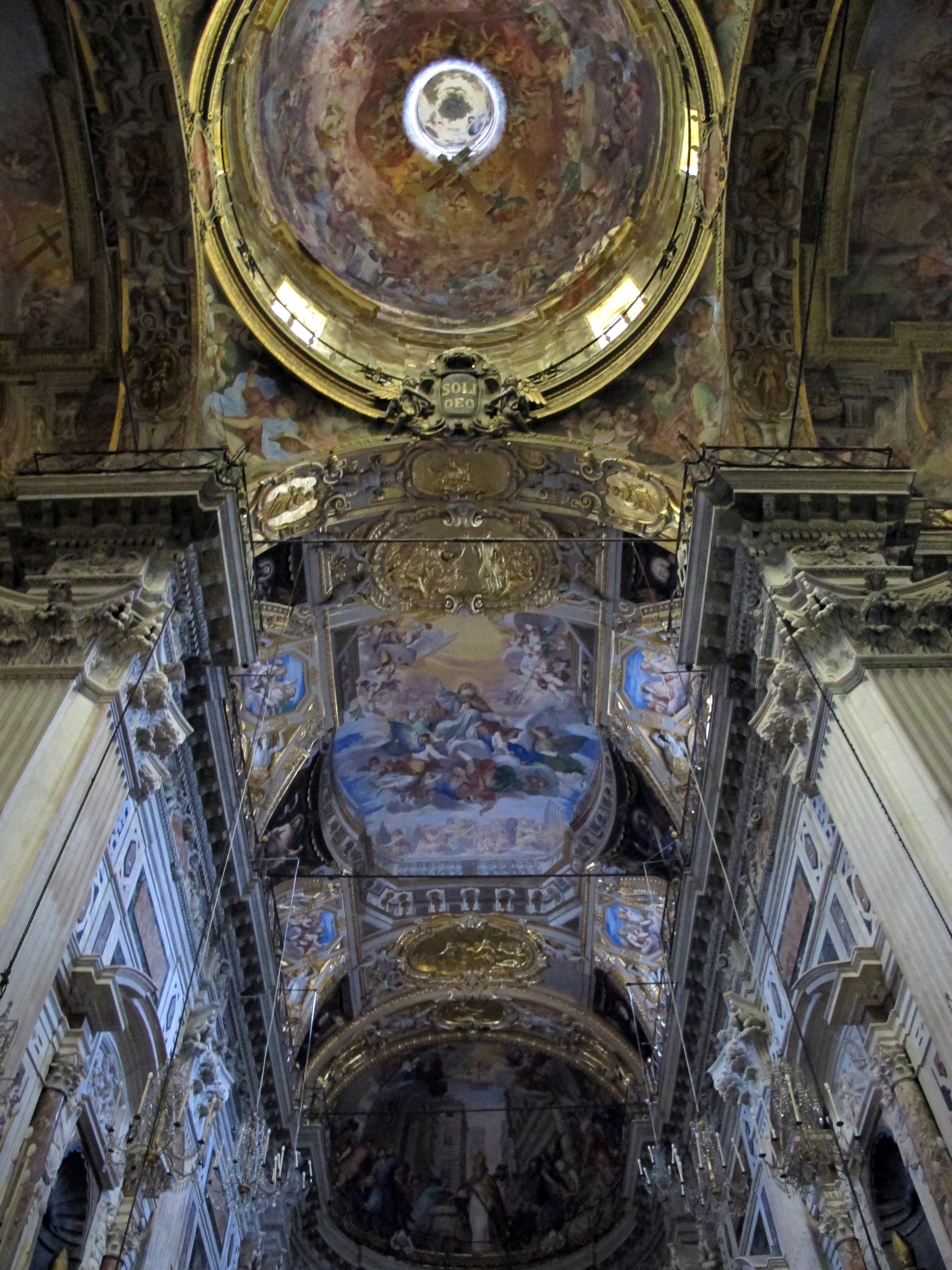
Le volte e la cupola.

L'interno della chiesa, suddiviso in tre navate da due file di archi sorretti da colonne binate, è ricco di opere d'arte. La decorazione, in stile barocco, è per la maggior parte opera della famiglia ticinese dei Carlone: in particolare Taddeo, autore di diverse sculture, e Giovanni Battista, al quale si devono gli affreschi della navata centrale, della cupola e del coro, eseguiti con la collaborazione del quadraturista bolognese Paolo Brozzi.
Al primo si devono le statue in stucco degli apostoli nelle nicchie delle navate laterali, al secondo gli affreschi raffiguranti Il miracolo del basilisco, nella volta del coro e la Gloria di S. Siro in quella del presbiterio (1652).
Gli altri affreschi del Carlone, tutti eseguiti tra il 1650 e il 1670, raffigurano Costantino adora la croce e L'imperatore Eraclio riporta la vera croce sul Calvario, nella volta del transetto, episodi della vita di S. Pietro (Vocazione di San Pietro, Martirio di San Pietro, San Pietro fa precipitare Simon Mago), Cattura di Cristo nell'orto degli ulivi, Beatitudini, Virtù teologali, Virtù cardinali e Profeti e Gerarchie celesti.
Altri celebri artisti genovesi del Seicento (Gregorio De Ferrari, Domenico Fiasella e Domenico Piola) realizzarono gli affreschi nelle volte delle cappelle e delle navate laterali.

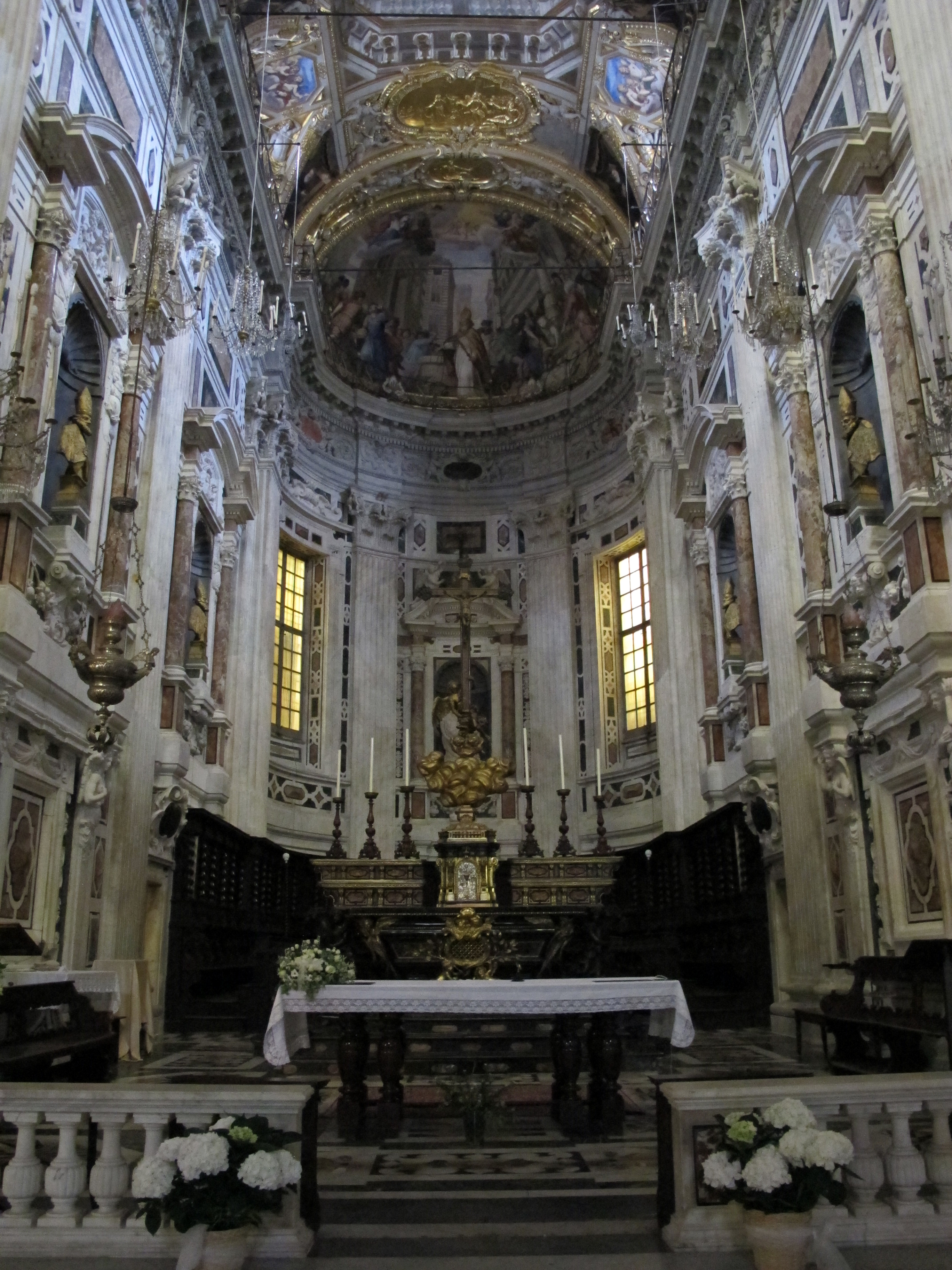
Il presbiterio con l'altare maggiore di Pierre Puget.

L'altare maggiore, in marmo nero e bronzo (1670), è opera di Pierre Puget, artista marsigliese attivo a Genova nella seconda metà del Seicento, al quale è attribuito anche il Crocifisso.
Il prospetto della controfacciata, opera di Rocco Pellone (1641), è ornato da una grande statua di S. Pietro, lavoro di un discepolo dei Carlone.
Nell'abside il gruppo della Pietà, opera di Giacomo Carlone (1533-1566), è ispirato alla celebre statua michelangiolesca della basilica di San Pietro.

#### Sagrestia
Una vasta quadreria è conservata nella sagrestia, a cui si accede dalla navata sinistra. Vi si trovano opere dei maggiori artisti genovesi del periodo barocco, tra questi l'Assunta, su ardesia, di Andrea Semino, Ultima Cena di Orazio De Ferrari, Riposo durante la fuga in Egitto e Estasi di S. Francesco di Gregorio De Ferrari, Cristo al Calvario di Bernardo Castello, Decollazione del Battista, Annunciazione e I Santi Gaetano e Andrea Avellino di Domenico Piola.

#### Cappelle laterali
Lungo ciascuna delle navate laterali si trovano sei cappelle riccamente decorate e un pregevole corredo di opere d'arte; due di queste cappelle (dedicate a Nostra Signora della Provvidenza e a Sant'Antonio) chiudono sul fondo le due navate. Le cappelle laterali sono intitolate alle principali famiglie patrizie che contribuirono alla decorazione della chiesa e che ne ebbero il giuspatronato.

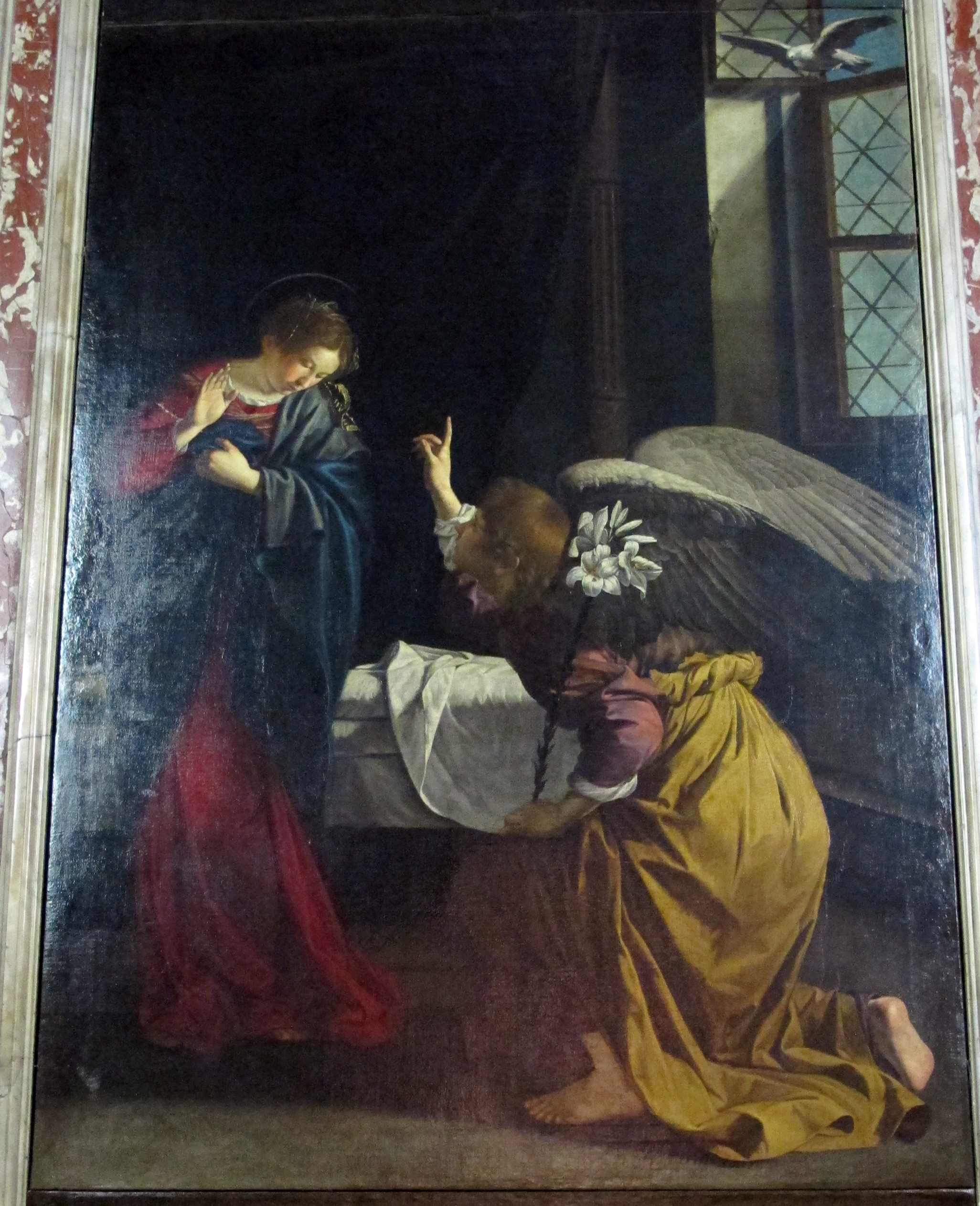
Annunciazione di Orazio Gentileschi

##### Cappelle di destra
- Prima cappella, dedicata alla Santissima Annunziata (famiglia Grimaldi-Cebà): Annunciazione di Orazio Gentileschi (1624) e vari dipinti settecenteschi di Giovanni Luca e Girolamo Celle. Tra la prima e la seconda cappella si trova il fonte battesimale (1445), appartenente alla vecchia chiesa benedettina.[4][6][18]
- Seconda cappella, dedicata a San Gaetano di Thiene (famiglia Lomellini): gruppo ligneo raffigurante S. Gaetano col Bambino e la Vergine, attribuito a un allievo del Maragliano. Alle pareti tre dipinti di Domenico Piola (San Gaetano in preghiera, Apparizione di Cristo, San Gaetano aiuta Cristo a portare la croce), autore anche dell'affresco nella volta (Gloria di S. Gaetano).[4][6]
- Terza cappella, dedicata a Sant'Andrea Avellino (famiglia Cybo): sull'altare dipinto di Domenico Fiasella raffigurante la Morte di Sant'Andrea Avellino di Domenico Fiasella. Alle pareti S. Andrea Avellino assalito dai demoni e Transito del santo di Orazio De Ferrari. Nella volta Gloria di S. Andrea Avellino di Gregorio De Ferrari.[4][6][18]
- Quarta cappella, dedicata alla Madonna della Guardia (in passato alla Madonna delle Grazie; famiglia Spinola); l'altare è attribuito a Tommaso Carlone; alle pareti Natività di Maria di Aurelio Lomi e Decollazione del Battista del ferrarese Carlo Bononi. Nelle volte affreschi di G.B. Carlone (S. Rosa in adorazione della Madonna) e di suoi allievi.[4][6][18]
- Quinta cappella, dedicata al Sacro Cuore (famiglia Centurione); altare in marmi policromi con moderno quadro raffigurante il Sacro Cuore e due dipinti attribuiti a G.B. Carlone (Miracolo di San Nicola e San Nicola distribuisce elemosine).[6]
- Sesta cappella, in capo alla navata destra, dedicata a Sant'Antonio (famiglia Pinelli); sculture di Taddeo Carlone e della sua bottega (San Gregorio, San Giovanni Battista, San Francesco da Paola, San Carlo Borromeo). I dipinti sono opera di Giovanni Domenico Cappellino (Coronazione di spine e Flagellazione) e Aurelio Lomi (S. Antonio risana un infermo).[4][6][18]

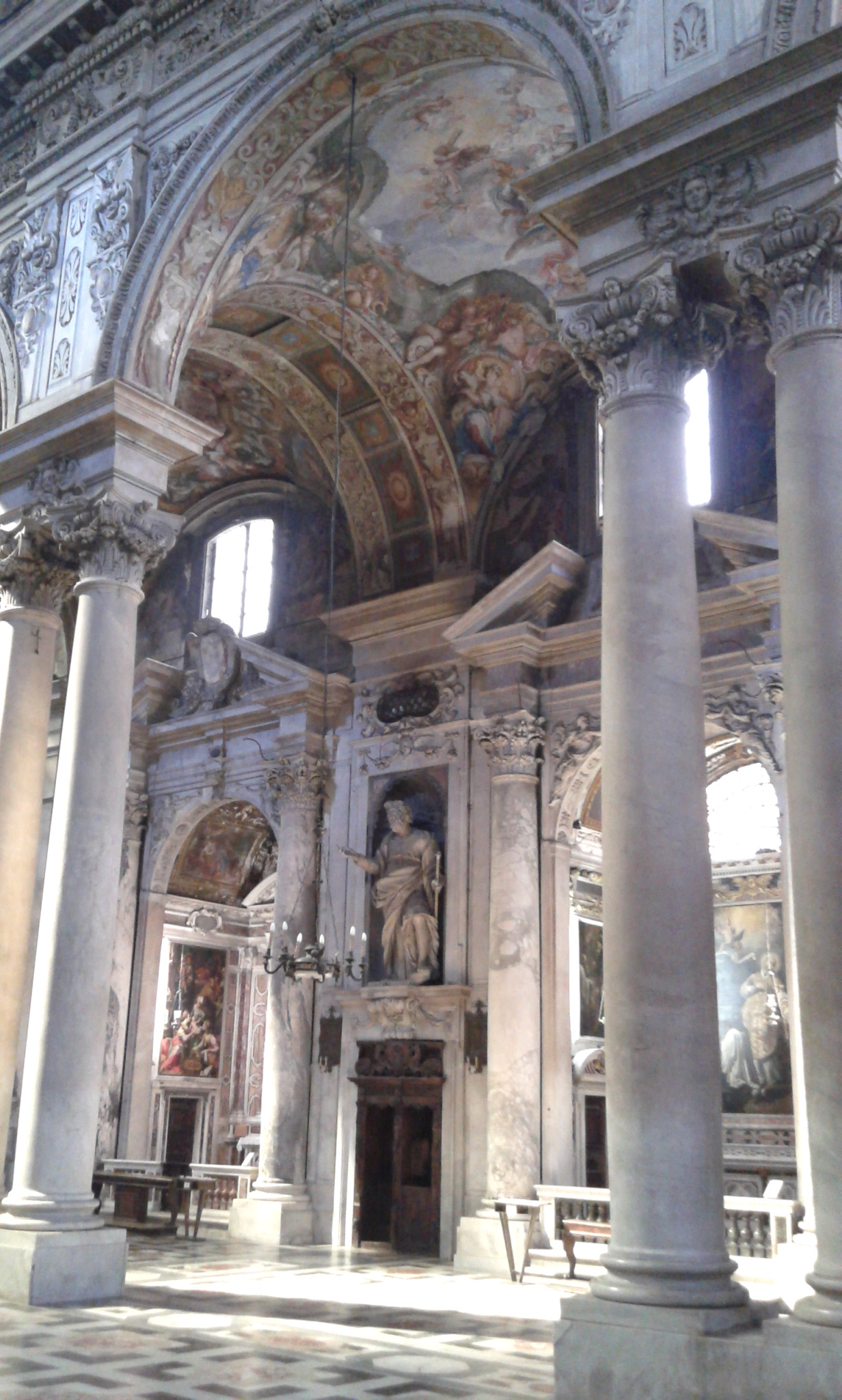
Cappelle della navata laterale

##### Cappelle di sinistra
- Prima cappella, dedicata a San Matteo (in passato alla Disputa con i Dottori; famiglia Imperiale). Dipinto dei fratelli Agostino e Giovanni Battista Montanari, allievi del Paggi, raffigurante il Martirio di San Matteo, parzialmente danneggiato dai bombardamenti della seconda guerra mondiale.[6][18]
- Seconda cappella, dedicata a San Pio X, (in passato alla Pietà; famiglia Invrea). Moderno dipinto di F. Torsegno (1958) raffigurante San Pio X e i fanciulli e affreschi nella volta attribuiti a Bernardo Castello.[6]
- Terza cappella, dedicata a San Giovanni Bosco, (in passato a San Matteo; famiglia Gentile). Moderna statua di San Giovanni Bosco e affreschi di Ventura Salimbeni e dei fratelli Montanari con episodi della vita di San Matteo; nella volta Predicazione di S. Matteo di G. B. Carlone. Come già accennato, la tela dei fratelli Montanari con il Martirio di San Matteo è stata invece spostata nella prima cappella.[4][6][18]
- Quarta cappella, dedicata a Santa Caterina da Siena (famiglia Centurione); dipinti attribuiti ai fratelli Cesare e Alessandro Semino (Nozze mistiche di Santa Caterina, San Girolamo e San Giovanni Battista). Nelle volte affreschi del Carlone con episodi della vita di S. Caterina.[4][6][18]
- Quinta cappella, dedicata alla Natività (famiglia Lomellini); dipinto raffigurante la Nascita di Gesù di Cristoforo Roncalli, detto il Pomarancio (1552-1626).[4][6][18]
- Sesta cappella, in capo alla navata sinistra, è dedicata a Nostra Signora della Provvidenza, (in passato all'Assunta; famiglia Serra). La struttura architettonica della cappella, i bassorilievi e le statue alle pareti sono opera di Taddeo Carlone; alle pareti dipinti di Francesco Campora (1693-1753) e Andrea Semino.[4][6]

### Campanile
La chiesa di San Siro oggi è senza il campanile che come già accennato venne demolito nel 1904 per timore di un crollo, avendo evidenziato grosse crepe nella struttura. Alto 50 metri, era simile a quelli della vicina chiesa delle Vigne e della Commenda di Prè ed era stato innalzato nell'XI secolo, all'epoca della prima ricostruzione della chiesa. La decisione di demolire la quasi millenaria torre campanaria romanica fu presa sull'onda emotiva suscitata dal crollo del campanile di San Marco a Venezia, avvenuto il 14 luglio 1902, ma a differenza di questo non venne più ricostruito.
Del campanile resta solo la parte più bassa, fino all'altezza del tetto della chiesa, non visibile perché affacciata su un cortile privato.

### Chiostro
Il chiostro di S. Siro fu fatto edificare dai Padri Teatini nel 1575, in occasione del rifacimento della chiesa. In parte ridimensionato nel XVIII secolo per l'apertura della "strada nuovissima" (via Cairoli) è oggi semiabbandonato e non visitabile. Al centro, dove un tempo si trovava il pozzo del convento, sorge una struttura circolare, sormontata da un tetto a pagoda sostenuto da una serie di colonne in ghisa, edificata nel 1907 a uso di bagni pubblici e rimasta in funzione fino agli anni trenta del Novecento.

### Organo a canne
L'organo a canne della chiesa è stato costruito nel 1950 dalla ditta organaria Parodi e Marin riutilizzando la cassa e parte del materiale fonico del precedente strumento. A trasmissione meccanica, ha due tastiere e pedaliera.

## Persone legate alla basilica di S. Siro
In questa chiesa il 23 giugno 1805 venne battezzato Giuseppe Mazzini, figlio del medico Giacomo Mazzini e di Maria Drago (il fondatore della Giovine Italia era nato il giorno prima nell'abitazione della famiglia in via Lomellini, oggi sede del Museo del Risorgimento).